# Sava (Słowenia)
Sava – wieś w Słowenii, w gminie Litija. W 2018 roku liczyła 281 mieszkańców.